# Álombogyó

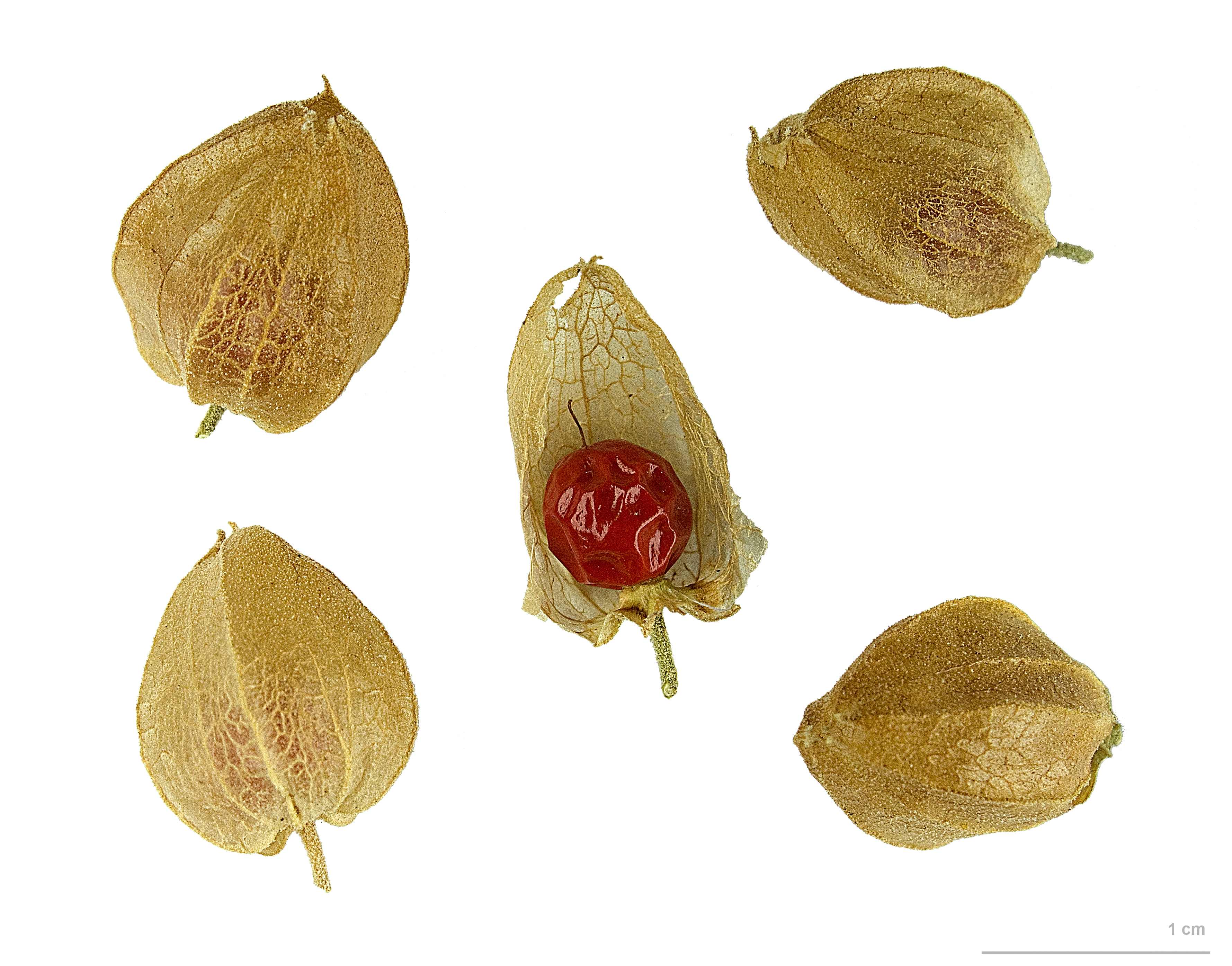
Withania somnifera

Az álombogyó (Withania somnifera) a valódi kétszikűek (eudicots) osztályába, a burgonyavirágúak (Solanales) rendjébe és a burgonyafélék (Solanaceae) családjába tartozó faj.

## Jellemzése
A trópusi Indiában őshonos álombogyó-bokor az 1,20 méter magasságot is elérheti. Ágait szürkés szőr borítja, a levelei megnyúlt tojásdad alakúak. Forrt szirmú, kissé lekerekített cimpájú, zöldessárga virágai négyes-hatos csoportot alkotnak. Apró termése vörös, fényes bogyó.
További megnevezései: ashwagandha, indiai ginzeng, téli cseresznye és álombogyó.

## Gyógyhatása
A witaszominnak étvágy- és anyagcsere-fokozó, valamint nyugtató hatása van.[forrás?] Nagyobb adagban altatószer.[forrás?] A szteroid-glikozidoknak köszönhetően stresszoldó tulajdonságú;[forrás?] növeli a szervezet ellenálló-képességét és jótékony hatással van az immunrendszerre.[forrás?] A witanolidok fertőtlenítő és gyulladásgátló hatása is bebizonyosodott.[forrás?]

## Felhasználása
Az álombogyó gyökerét fáradékonyság esetén – például lábadozáskor – erősítőszerként ajánlják. A növény nyugtató hatása miatt álmatlanság, szorongás és idegrendszeri zavarok kezelésére javallt. Gyulladásgátlóként a reumatikus bántalmak enyhítésére, gyakran ginzenggel és szibériai ginzenggel együtt alkalmazzák.[forrás?]
A növény nem ajánlott terhes és szoptatós nőknek. Az álombogyó alapú kezelés során kerülendő az altatók és a szorongásoldó szerek szedése, mivel ezek hatása a gyógynövénnyel együtt felerősödik.[forrás?]

## Hatásait vizsgáló kutatások

### Javítja a pajzsmirigy működését
Az adaptogén gyógynövények egyik leghihetetlenebb aspektusa az, hogy segítenek pajzsmirigy problémákkal küzdő embereknek. Bebizonyosodott,[forrás?] hogy támogatja a pajzsmirigy működését azoknál az embereknél, akiknél Hasimoto-kórt, vagy pajzsmirigy-alulműködést diagnosztizáltak. 
Ezzel együtt segítheti a fogyást is, mivel a pajzsmirigy problémák súlyingadozásokhoz vezethetnek.[forrás?]
A 2017. évi, Journal of Alternative and Complementary Medicine által közzétett tanulmány az indiai ginzeng előnyeit vizsgálta a hypothyreosisban (pajzsmirigy alulműködés) szenvedő betegeknél. Az 50 résztvevőnél pajzsmirigy rendellenességet diagnosztizáltak, de a pajzsmirigy hormonok hiányának nyilvánvaló tüneteit nem mutatták. A nyolc hetes időszak alatt a kezelendő csoport napi 600 mg ashwagandha gyökér kivonatot kapott, míg a kontroll csoport keményítőt placebóként. A kutatók azt találták, hogy az extraktum szignifikánsan javította a szérum pajzsmirigy stimuláló hormon (TSH) és a tiroxin (T4) szintjét a placebohoz képest.
Egy másik, a Journal of Ayurveda and Integrative Medicine által közzétett tanulmány is megállapította, hogy az ashwagandha pajzsmirigy fokozó tulajdonságokkal rendelkezik. A vizsgálatban a bipoláris zavarban szenvedő betegeknél nyolc hetes időszakban a gyógynövényt használták a kognitív funkciók javítására. A laboratóriumi tesztek során megállapítást nyert, hogy ezek közül a betegek közül néhánynál a T4 emelkedése volt tapasztalható. A kutatások azt sugallják, hogy mivel az ashwagandha kapszula fokozza a pajzsmirigy működését, valószínűleg nem megfelelő a pajzsmirigy túlműködésben (például Graves-kór) szenvedő emberek számára. 

### Csökkenti a mellékvesék fáradtságát
A kutatások azt mutatják,[forrás?] hogy szedése hasznos lehet a mellékvese funkciójának támogatására és a mellékvese fáradtságának leküzdésére. A mellékvesék endokrin mirigyek, amelyek felelősek a hormonok, különösen a kortizol és az adrenalin felszabadításáért a stressz hatására.[forrás?]
A kortizolt stresszhormonnak nevezik, mivel a mellékvesék szabadítják fel a stresszre reagálva, valamint a túl alacsony vércukorszintre reagálva. Sajnos bizonyos esetekben a kortizolszint krónikusan emelkedhet, ami magas vércukorszinthez és fokozott zsírlerakódáshoz vezethet a hasi tájékon. Tanulmányok kimutatták, hogy az álombogyó kapszula segíthet csökkenteni a kortizolszintet, akár 30%-kal.[forrás?]
Ha a mellékvese túlterhelt az érzelmi, fizikai vagy mentális stressz túlzott mértéke miatt, az mellékvese-fáradtságnak nevezett állapothoz vezethet. Ha a mellékvesék kimerülnek, az más hormonokra is káros hatással lehet, köztük a progeszteron, amely meddőséget okozhat, és alacsonyabb szintű DHEA-t eredményezhet (egy olyan hormon, amely a hosszú élettartamhoz kötődik, és fenntartja az erős testet).[forrás?]

### Harcol a stressz és a szorongás ellen
Az ashwagandha tabletta egyik legismertebb előnye és képessége, hogy a szorongás természetes gyógymódjaként működik. A 2009. évi, PLOS One-ban közzétett tanulmányban az ashwagandha hatása összehasonlítható volt az olyan közismert gyógyszerekkel, mint a lorazepam vagy a imipramin, mindezt mellékhatások nélkül.[forrás?]
Egy 12 hetes kontrollált vizsgálatban 75 szorongásos résztvevőt két csoportra osztottak: az egyik naturopathiás ellátást kapott, a másik pedig a standardizált pszichoterápiás intervenciót kapott. A naturopátiás csoport étkezési tanácsadást, mély légzés-relaxációs technikákat, standard multivitamint és 300 milligramm álombogyót kapott napi kétszer.[forrás?]
A pszichoterápiás csoport pszichoterápiát, mély légzés-relaxációs technikákat és placebo tablettákat kapott napi kétszer.[forrás?]
Amikor a szorongás mértékét a 12 hetes időszak után mérték, az téli cseresznyét kapott csoport szorongási pontszáma 55 százalékkal, a pszichoterápiás csoport pontszáma pedig 30 százalékkal csökkent.[forrás?]
A két csoport között szignifikáns különbségeket találtak a mentális egészség, a koncentráció, a szociális funkciók, az életerő, a fáradtság és az általános életminőség szempontjából is, az ashwagandha csoport javára.[forrás?]
Ezen pozitív eredmények mellett a kutatók jelezték, hogy egyik csoportban sem jelentkeztek súlyos mellékhatások. Az ashwagandha szedésének jelentős előnye, hogy nincs vagy csak minimális mellékhatás jelentkezik.[forrás?]
Ezzel szemben az antidepresszánsok és szorongásgátló gyógyszerek egyéb mellékhatások mellett álmosságot, álmatlanságot, szexuális vágy elvesztését és fokozott étvágyat okozhatnak.

### Csökkenti a depressziót
Szedése nemcsak a szorongással és krónikus stresszel küzdő emberek számára hasznos, hanem azok számára is, akik depresszió jeleit tapasztalják. A gyógynövény fokozza a stressz elleni ellenállást, és a tanulmányok azt mutatják, hogy javítja az emberek önértékelését.[forrás?]
Egy 2000-es évi, patkányokkal végzett vizsgálatban az ashwagandha hatékonyságát hasonlították össze az antidepresszáns imipramin gyógyszerrel. A kutatók azt találták, hogy hatása hasonló volt az imipraminhoz.[forrás?]

### Kiegyensúlyozza a vércukorszintet
Az álombogyó antidiabetikus hatásait vizsgálták, ami azért lehetséges mert a fenolos vegyületeket - köztük a flavonoidokat - tartalmaz. A kutatások azt mutatják, hogy a flavonoidok hipoglikémiás aktivitással rendelkeznek, és egy rágcsálókkal foglalkozó vizsgálat arra a következtetésre jutott, hogy az ashwagandha gyökér és a levél kivonatok elősegítették a diabéteszes patkányok normál vércukorszintjét. 
A Reports of Biochemistry and Molecular Biology által közzétett állatkísérletek azt mutatták, hogy amikor fruktózzal táplált patkányoknak indiai ginzenget adtak, az gátolta a fruktóz által kiváltott glükóz emelkedését, inzulinrezisztencia és gyulladások növekedését. 

### Segít a rák elleni küzdelemben
A kutatások azt sugallják, hogy ígéretes daganatellenes hatású, hozzájárulhat a tumorsejtek növekedésének csökkentéséhez, és megakadályozhatja a rákos sejtek növekedését. 
A kivonatról kimutatták, hogy elősegíti a rákos sejtek - különösen az emlő-, tüdő-, gyomor- és vastagbélrákos sejtek - burjánzásának gátlását, amelyek a világ egyik legfontosabb rák típusai. Úgy gondolják, hogy az álombogyó elsősorban immunerősítő és antioxidáns képességei révén akadályozza meg a rákos sejtek növekedését.[forrás?]
A több tanulmány[forrás?] állítása szerint hozzájárulhat továbbá a rák elleni szerek azon mellékhatásainak csökkentéséhez, amelyek gyengíthetik az immunrendszert és az életminőséget.[forrás?]
Az African Journal of Traditional, Complementary and Alternative Medicines folyóiratában közzétett áttekintés szerint az ashwagandha immunerősítőként működik, amely növeli az olyan rákos betegek élettartamát, akiket különösen veszélyeztet az immunitás csökkenése. 
A Journal of Ethnopharmacology által közzétett állatkísérletek azt mutatták, hogy az ashwagandha szedése összefüggésben van a fehérvérsejtek számának növekedésével a testben. Ez azt jelzi, hogy az immunrendszer jobban képes megvédeni a testet a betegségektől és a káros betolakodóktól, ha ezt a gyógynövényt használja. 

### Csökkenti az agysejtek degenerációját és javítja a memóriát
Az érzelmi, fizikai és kémiai stressz káros hatással lehet az agyra és az idegrendszerre. A legfrissebb kutatások azt mutatják, hogy több, mint egyszerű stresszoldó - megvédi az agyat a sejtek degenerációjától is, amely olyan neurodegeneratív betegségekhez vezethet, mint az Alzheimer- és a Parkinson-kór.
Hatékonyságának egyik oka, az erős antioxidáns profilja, amely elpusztítja az öregedést okozó szabad gyököket.
A Withaferin A és a withanolide D az ashwagandha két fő witanolidja, amelyeket a kognitív funkciókra hatnak. A witanolidek a természetben előforduló szteroidok, amelyek általában megtalálhatók az éjszakai zöldségekben (nightshade).
Amikor ezeket a szteroidokat rágcsálókba injektálták a kognitív képességeik fejlesztésére, a kutatók azt találták, hogy elősegítették a sejtek növekedését, a viselkedési problémák visszafordítását, valamint csökkentették a béta amiloid terhelést, amely döntő jelentőségű az Alzheimer-kór kialakulásában. 
A 2017. évi kísérleti tanulmány, melyet a Dietary Supplements Journal-ben publikáltak, megállapította, hogy az ashwagandha hatékonyan javította mind a rövidtávú, mind az általános memóriát az enyhe kognitív károsodásban szenvedő embereknél. 
A gyógynövény képes volt fokozni a figyelmet, az információfeldolgozási sebességet és a mentális képességeket is. A vizsgálatban 50 felnőtt vett részt, akik 300 milligramm ashwagandha gyökérkivonatot vagy placebót kaptak a nyolc hetes időszakban. A kutatók arra a következtetésre jutottak, hogy az indiai ginzeng kezelés javíthatja az emlékezetet és más kognitív képességeket. 

### Fokozza az immunrendszer működését
Mivel az ashwagandha adaptogénként működik, amely csökkenti a test stresszhormonjait, hozzájárulhat az immunrendszer fellendítéséhez és a test belső gyulladásainak csökkentéséhez. Állatkísérletek és laboratóriumi kutatások azt mutatják, hogy az immunoglobulintermelés fokozásával javíthatja az immunrendszert. 
Ezenkívül elősegíti a gyulladásgátló környezet meglétét, azáltal, hogy elnyomja a gyulladást elősegítő citokineket.[forrás?]

### Növeli az állóképességet
A tanulmányok azt mutatják,[forrás?] hogy az álombogyó fokozhatja a kitartást a testmozgások során azáltal, hogy fokozza az agy működését és csökkenti a testi fájdalmakat. Mivel az agyra pozitív, nyugtató hatást gyakorol és képes csökkenteni a stresszhormonok szintjét, elősegíti a koncentráció, a motiváció és az állóképesség javítását.[forrás?]
Egy Indiában elvégzett, 2015-ös kettős-vak, randomizált, placebo-kontrollos tanulmány 50 egészséges felnőtt sportolónál értékelte az ashwagandha kivonatok hatékonyságát a kardio-légzés kitartásának javításában.[forrás?]
Egy 20 perces teszt során meghatározták az egyes résztvevők maximális fizikai terhelésének oxigénfogyasztását. A résztvevőknek kérdőívet is ki kellett tölteniük a fizikai és pszichológiai egészségi állapotukról, társadalmi kapcsolatukról és környezeti tényezőikről az életminőség változásainak értékelésének érdekében.[forrás?]
A kutatók azt találták, hogy az ashwagandha kivonat javította a szív- és légzőszervek működését a kezelés 8. hete után, és jelentősen javította résztvevők életminőségi mutatóit. 

### Segít az izomerő növelésében
Talán egy meglepő előny, hogy indiai ginzeng képes növelni az izomtömeget és az izomerőt. Ezért egy hasznos étrend-kiegészítő lehet azoknak az embereknek, akik súlyzós-edzéssel és egyéb testmozgással foglalkoznak.[forrás?]
A Journal of the International Society of Sports Nutrition folyóiratában közzétett 2015. évi tanulmány megállapította, hogy az ashwagandha kapszula az izomtömeg és az erő jelentős növekedésével járt. A nyolchetes vizsgálatban 57, 18 és 50 év közötti férfi vett részt, akik kevés tapasztalattal rendelkeztek az ellenállás edzésében. A kezelt csoportban a férfiak napi kétszer 300 milligramm álombogyó gyökérkivonatot fogyasztottak, míg a kontroll csoport keményítő-placebót kapott.[forrás?]
A kutatók azt találták, hogy az aswagandha csoport szignifikánsan nagyobb növekedést mutatott az izomerőben és szignifikánsan nagyobb növekedést értek el a karok és a mellkas izomméreteiben. Továbbá jelentősen csökkent a testmozgás által kiváltott izomkárosodás, növekedett a tesztoszteronszint és nagyobb mértékben csökkent a testzsír százalék. 

### Javítja a szexuális funkciókat és a termékenységet
Az ajurvédikus gyógyászatban az ashwagandhát természetes afrodiziákumként használják, amely segíthet a szexuális rendellenességek leküzdésében. Arra is használják, hogy növeljék a tesztoszteron szintet és javítsák a férfiak termékenységét.[forrás?]
A BioMed Research International által közzétett kísérleti tanulmány célja az volt, hogy meghatározza a 300 milligramm ashwagandha gyökérkivonat hatékonyságát és biztonságosságát a szexuális funkció javítása érdekében. A tesztben 50 egészséges nő vett részt, akik  naponta kétszer kaptak kiegészítőt, nyolc héten keresztül. A kutatók azt találták, hogy a kezelt csoport szignifikánsan nagyobb javulást mutatott a placebó csoporthoz képest a szexuális funkcióik tekintetében, különösen a nemi vágy, a síkosság és az orgazmus területén. 
Egy másik tanulmányt végeztek az ashwagandha spermatogén aktivitásának elemzésére, alacsony spermiumkoncentrációval és esetleges férfi meddőségben szenvedő férfiak esetén. Negyvenhat férfi vett részt a vizsgálatban, és 675 milligramm álombogyót (vagy placebót) kaptak napi három adagra osztva, 90 napos időszakban.[forrás?]
A kezelési időszak végén megvizsgálták a sperma paramétereit és a szérumhormonszintet. A kutatók azt találták, hogy az ashwagandhával kezelt betegek között a spermaszám 167%-kal, a spermamennyiség 53%-kal növekedett és 57%-kal nőtt a spermák mozgékonysága. A placebo csoportban a javulás minimális volt. 
Ezenkívül egy, a Fertility and Sterility című 2010-es tanulmány megállapította, hogy az ashwagandha szedése növelte a tesztoszteronszintet 75 olyan férfinál, akiknél épp meddőségi szűrésen esett át.[forrás?]

### Csökkenti az ízületi gyulladást
Az ashwagandhát fájdalomcsillapítónak tekintik, amely az idegrendszerre hat és megakadályozza a fájdalom-jelek továbbítását. Úgy gondolják, hogy van néhány gyulladásgátló tulajdonsága is. Ezért néhány kutatás bebizonyította, hogy ez hatékony az ízületi gyulladás formáinak kezelésében is.[forrás?]
Az Indian Journal of Medical Research egyik kutatása szerint erőteljes potenciállal bír a reumatoid artritisz kezelésében. 